# Juan Antonio Menéndez Fernández

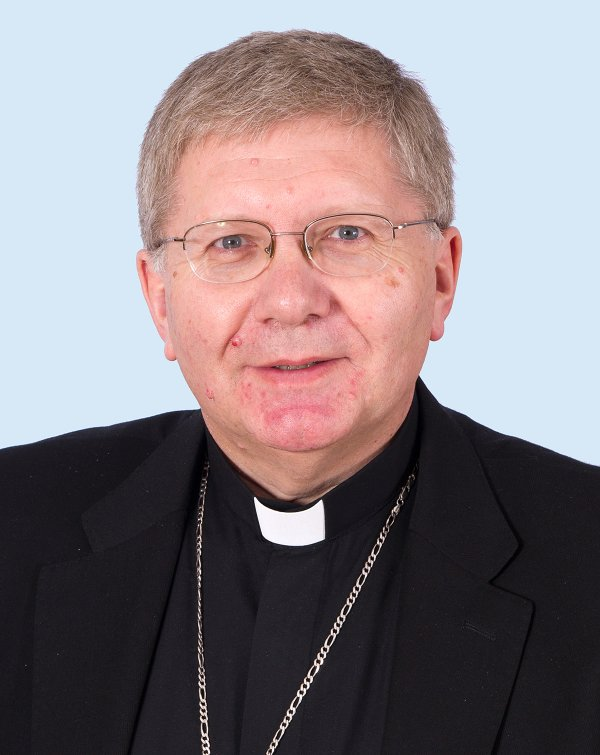
Bischof Juan Antonio Menéndez Fernández

Juan Antonio Menéndez Fernández (* 6. Januar 1957 in Villamarín, Asturien, Spanien; † 15. Mai 2019 in León) war ein spanischer Geistlicher und römisch-katholischer Bischof von Astorga.

## Leben

Bischofswappen

Juan Antonio Menéndez Fernández studierte am Diözesanseminar von Oviedo und empfing am 10. Mai 1981 in der Herz Jesu-Pfarrei in Avilés das Sakrament der Priesterweihe. Im Jahr 2005 erwarb er an der Päpstlichen Universität Salamanca das Lizenziat in Kirchenrecht. Zuletzt war Menéndez Pfarrer der Pfarrei St. Nikolaus von Bari in Avilés, Offizial und Domkapitular in Oviedo. Von 2001 bis 2011 war er zudem Generalvikar.
Am 26. April 2013 ernannte ihn Papst Franziskus zum Titularbischof von Nasai und bestellte ihn zum Weihbischof in Oviedo. Die Bischofsweihe spendete ihm der Erzbischof von Oviedo, Jesús Sanz Montes OFM, am 8. Juni desselben Jahres. Mitkonsekratoren waren der Apostolische Nuntius in Spanien, Erzbischof Renzo Fratini, und der Alterzbischof von Oviedo, Gabino Díaz Merchán.
Papst Franziskus ernannte ihn am 18. November 2015 zum Bischof von Astorga.
Er starb am 15. Mai 2019 in León.